# Кјапони (Салерно)
Кјапони је насеље у Италији у округу Салерно, региону Кампанија.
Према процени из 2011. у насељу је живело 17 становника. Насеље се налази на надморској висини од 747 м.